# Giải Honinbō
Honinbō (tiếng Nhật: 本因坊; phiên âm Hán-Việt: Bản nhân phòng, phát âm như Hôn-inh-bô trong tiếng Việt) là tên của một giải đấu cờ vây ở Nhật Bản.

## Thông tin bên lề
Danh hiệu Honinbo là danh hiệu có tuổi đời lâu nhất trên thế giới về cờ vây, giải đấu hiện nay là giải đấu thứ 63. Nhà tài trợ là tòa soạn báo Mainichi Shimbun. Giải thưởng dành cho kỳ thủ chiến thắng là 32 triệu yên Nhật (khoảng 280 ngàn USD).
Giải đấu này tổ chức tương tự với 2 giải tranh danh hiệu khác ở Nhật Bản là Kisei và Meijin. Duy nhất một kỳ thủ chiến thắng trong một cuộc đấu vòng tròn (8 kỳ thủ - theo ) sẽ được quyền thách đấu với người giữ danh hiệu. Để tham dự được các trận đấu vòng tròn này thì các kỳ thủ phải trải qua các vòng đấu sơ loại trước đó. Trận tranh danh hiệu sẽ diễn ra trong 7 ván, kỳ thủ nào thắng nhiều hơn sẽ giữ danh hiệu này.
Các trận đấu trong trận tranh danh hiệu sẽ diễn ra trên 2 ngày, mỗi kỳ thủ sẽ có thời gian là 8 giờ (9 giờ - theo ) cho các ván đấu.
Khi thắng trận tranh danh hiệu thì kết quả thu về không chỉ có phần thưởng, giống như các danh hiệu lớn khác ở Nhật Bản, nếu một kỳ thủ được tham gia các trận đấu vòng tròn sẽ được phong 7 dan chuyên nghiệp. Nếu kỳ thủ đó trở thành người thách đấu thì sẽ được phong 8 dan, và nếu kỳ thủ đó năm sau bảo vệ được danh hiệu này thì sẽ được phong 9 dan, cao nhất trong hệ thống xếp hạng của Nhật.
Các trận đấu vòng tròn sẽ diễn ra giữa 8 kỳ thủ, chọn một kỳ thủ thách đấu trận tranh danh hiệu, 4 kỳ thù có kết quả kém nhất sẽ bị loại vào năm sau, tiếp tục nhận 4 kỳ thủ mới khác thay thế, và bắt đầu các trận đấu để chọn người thách đấu trong năm sau đó.

## Các kỳ thủ giành danh hiệu
| Kỳ thủ          | Năm giữ danh hiệu     |
| --------------- | --------------------- |
| Sekiyama Riichi | 1941                  |
| Hashimoto Utaro | 1943, 1950, 1951      |
| Iwamoto Kaoru   | 1945, 1947            |
| Takagawa Kaku   | 1952–1960             |
| Sakata Eio      | 1961–1967             |
| Rin Kaiho       | 1968–1970, 1983, 1984 |
| Ishida Yoshio   | 1971–1975             |
| Takemiya Masaki | 1976, 1980, 1985–1988 |
| Kato Masao      | 1977–1979, 2002       |
| Cho Chikun      | 1981, 1982, 1989–1998 |
| Cho Sonjin      | 1999                  |
| O Meien         | 2000, 2001            |
| Cho U           | 2003, 2004            |
| Takao Shinji    | 2005, 2006, 2007      |
| Hane Naoki      | 2008, 2009            |